# Puseurjaya
Puseurjaya is een bestuurslaag in het regentschap Karawang van de provincie West-Java, Indonesië. Puseurjaya telt 9901 inwoners (volkstelling 2010).